# Galgala

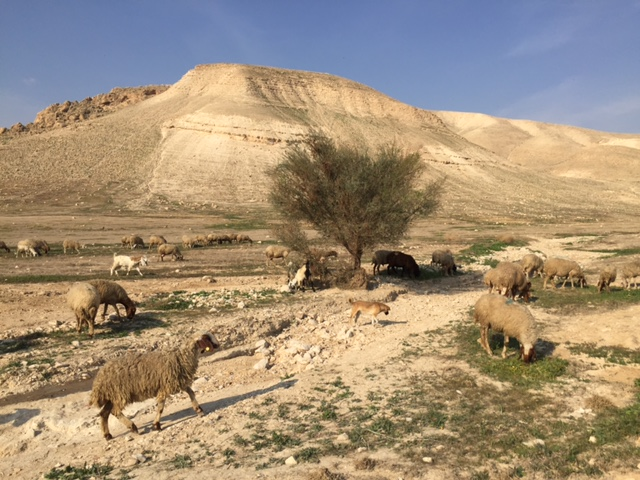
Galgala

Gàlgala (o Gilgal), il cui nome significa "cerchio di pietre", era un'antica località di Israele situata in una zona non meglio precisata tra il fiume Giordano e Gerico.

## Nel libro di Giosuè
Il toponimo compare con una certa frequenza nel libro di Giosuè; presso questa località Giosuè  stabilì gli accampamenti degli Israeliti intenti a conquistare la Terra Promessa e soprattutto innalzò un santuario presso il quale avvenne la circoncisione degli Israeliti (5,1-10).

## Nei libri di Samuele
Presso Galgala sarebbe avvenuta l'unzione regale del primo re d'Israele Saul da parte del profeta Samuele ( 11, 14-15). Sempre in questo luogo avvenne l'offerta del sacrificio da parte di Saul che sarà considerata la prima disobbedienza del sovrano ai comandi di Samuele per non aver saputo aspettare l'arrivo del profeta (13,5-12).

## Interpretazione postuma cristiana
Secondo l'interpretazione postuma esposta nel Dialogo con Trifone del filosofo cristiano Giustino, Giosuè già nel nome ebraico anticiperebbe e prefigurerebbe la venuta di Gesù Cristo.